# Крупливник
Крупливник (словен. Kruplivnik) — поселення в общині Град, Помурський регіон, Словенія. Висота над рівнем моря: 272,5 м.